# Hubert Breitschaft

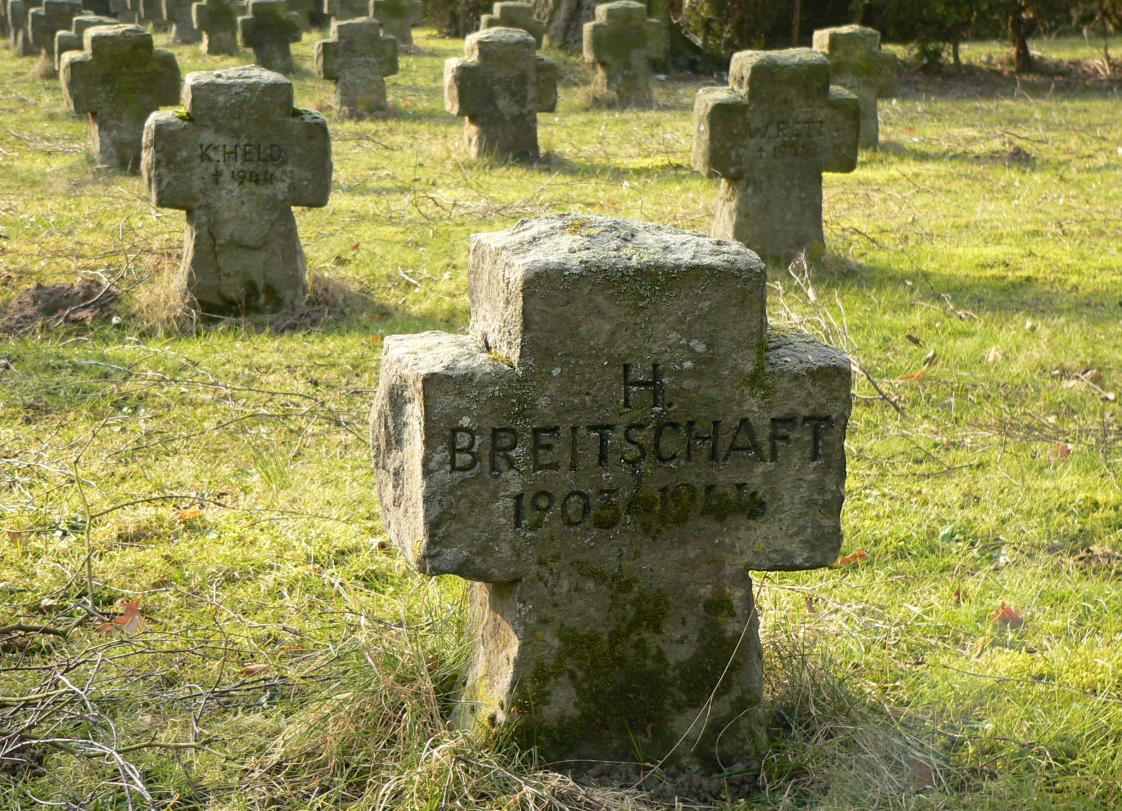
Grab von Hubert Breitschaft auf dem Stadtteilfriedhof Fössefeld in Hannover

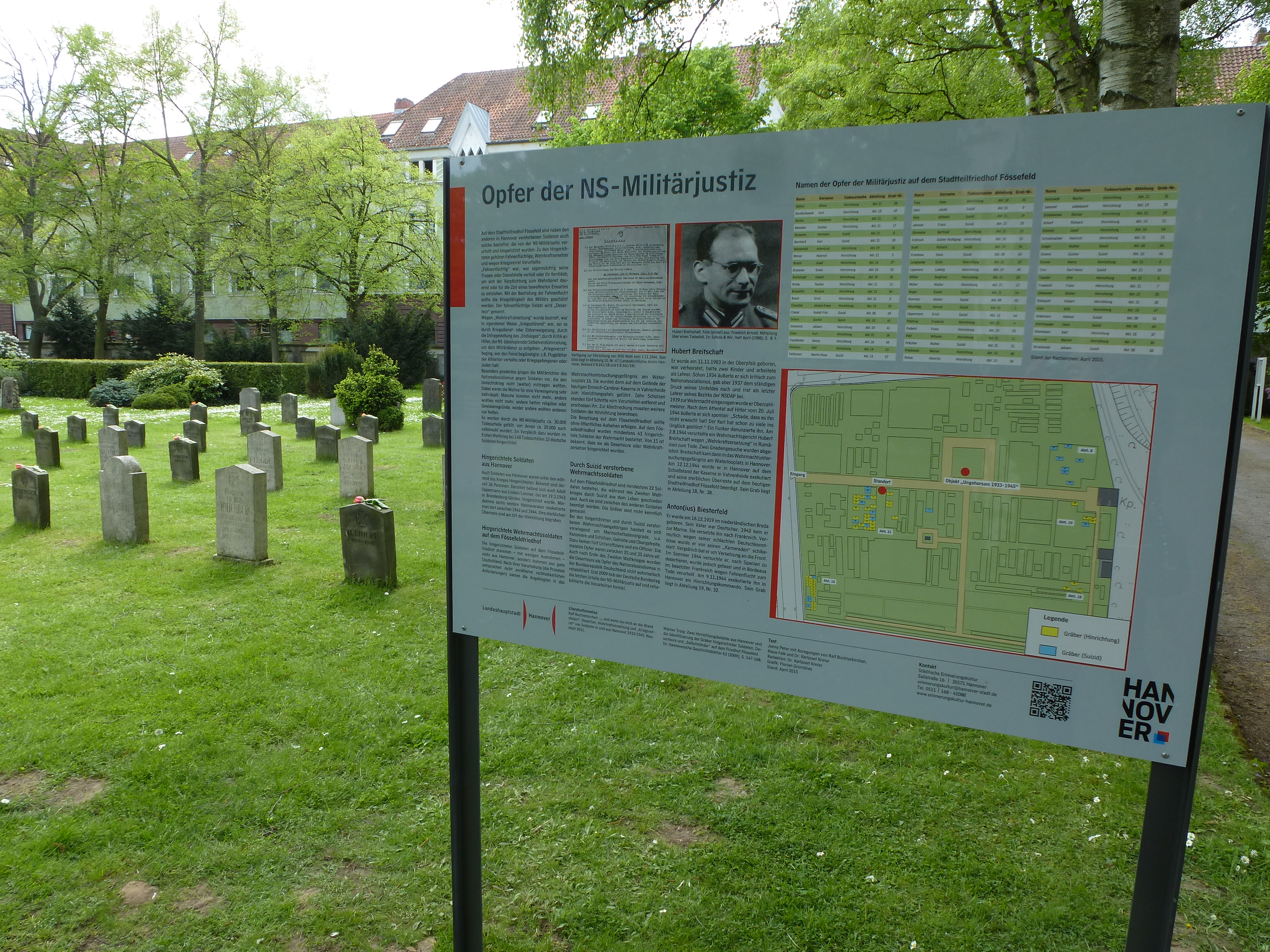
Informationstafel auf dem Friedhof, auf dem die Biografie von Hubert Breitschaft dargestellt ist

Hubert Breitschaft (* 11. November 1903 in Wetterfeld/Oberpfalz; † 12. Dezember 1944 in Hannover) war ein deutscher Soldat und ein Opfer des Nationalsozialismus.

## Leben
Hubert Breitschaft war verheiratet und hatte zwei Kinder. Als Lehrer in Grafenkirchen äußerte er sich schon 1934 kritisch zum Nationalsozialismus und zum „Hitlergruß“. Er beantragte am 10. Oktober 1937 die Aufnahme in die NSDAP und wurde rückwirkend zum 1. Mai desselben Jahres aufgenommen (Mitgliedsnummer 5.178.667), angeblich als letzter Lehrer seines Bezirks.  1939 zu Beginn des Zweiten Weltkriegs wurde er zur Wehrmacht eingezogen und hielt sich 1944 als Angehöriger der 6. Armee in Rumänien auf. Beim Eingang der Meldung zum Attentat vom 20. Juli 1944 auf Adolf Hitler äußerte Breitschaft in Ismajil spontan einem anderen Soldaten gegenüber, dass er es bedauere, dass Hitler bei dem Attentat nicht getötet wurde. Darüber hinaus habe er über Hitler gesagt:
„Schade, dass es ihn nicht erwischt hat! Der Kerl hat schon zu viele ins Unglück gestürzt.“
Der Feldpostsekretär denunzierte Breitschaft in einem Tatbericht an Breitschafts Vorgesetzte,. Breitschaft wurde daraufhin am 2. August 1944 in Bolgrad in Rumänien von einem Feldgericht wegen Wehrkraftzersetzung zum Tode verurteilte. Zwei Gnadengesuche wurden abgewiesen. Breitschaft wurde im Untersuchungsgefängnis der Wehrmacht am Waterlooplatz in Hannover inhaftiert. Am 12. Dezember 1944 wurde er auf dem Schießstand der Wehrmachtskaserne in Vahrenheide bei Hannover exekutiert. Das Gelände an der Kugelfangtrift diente der NS-Militärjustiz als Hinrichtungsstätte zur Vollstreckung von Todesstrafen an Soldaten und gehört heute zur Hauptfeldwebel-Lagenstein-Kaserne. Breitschaft wurde auf dem „Militärfriedhof Limmer“, dem heutigen Stadtteilfriedhof Fössefeld, beigesetzt. Der Friedhof diente unter anderem als Bestattungsort für hingerichtete Soldaten.
Der Fall von Hubert Breitschaft ist auf einer Informationstafel auf dem Friedhof dargestellt. Er steht exemplarisch für die 43 auf dem Friedhof bestatteten Soldaten als Opfer der Militärgerichtsbarkeit in der Zeit des Nationalsozialismus. Mittlerweile sind die Namen von 46 hingerichteten und auf dem Friedhof beigesetzten Opfern der NS-Militärjustiz bekannt. Die Informationstafel befindet sich im Bereich des 2015 aufgestellten Denkmals „Ungehorsam 1939–1945“ von Almut und Hans-Jürgen Breuste zur Erinnerung an Deserteure der Wehrmacht.
Die Biografie von Hubert Breitschaft wurde in ein von der Stadt Hannover gefördertes Lehrmaterial aufgenommen, das für den Einsatz im Schulunterricht bestimmt ist. Darin werden anhand seiner Biografie Schüler und Schülerinnen zum Nachdenken über NS-Militärjustiz und über persönliche Schicksale angeregt.